# فیصل العریضی
فیصل العریضی (انگلیسی: Faycal Laridhi؛ زادهٔ ۳ مهٔ ۱۹۶۲) بازیکن والیبال اهل تونس بود.